# Cercomacra nigricans
El hormiguero azabache (Cercomacra nigricans), también denominado hormiguero yeguá (en Colombia), hormiguero negro azabache (en Ecuador) u hormiguerito negro (en Venezuela), es una especie de ave paseriforme perteneciente al género Cercomacra de la familia Thamnophilidae. Es nativo del sureste de América Central y norte de América del Sur.

## Distribución y hábitat
Se distribuye desde el centro y este de Panamá (desde Veraguas en la pendiente del Pacífico y Colón en la pendiente caribeña al este hasta Darién, también en la isla Pearl), oeste y norte de Colombia (pendiente del Pacífico en el Chocó y Valle, pendiente caribeña hacia el este hasta Magdalena, alto valle del Cauca, valle del Magdalena, y base de los Andes orientales al sur hasta Meta); oeste, norte y este de Venezuela (sur de Táchira y oeste de Apure, zona costera desde Aragua al este hasta Delta Amacuro, y a lo largo del río Orinoco) y oeste de Ecuador.
Es localmente común en el enmarañado sotobosque de bordes de selvas semihúmedas y caducifolias y bosques secundarios principalmente abajo de los 500 m s. n. m. de altitud.

## Sistemática

### Descripción original
La especie C. nigricans fue descrita por primera vez por el zoólogo británico Philip Lutley Sclater en 1858 bajo el mismo nombre científico; localidad tipo «Santa Marta, Magdalena, Colombia».

### Etimología
El nombre genérico femenino «Cercomacra» deriva del griego «kerkos»: cola y «makros»: larga, significando «de cola larga»; y el nombre de la especie «nigricans», proviene del latín «nigricans, nigricantis»: negruzco.

### Taxonomía
En base al plumaje, a las vocalizaciones y a la ecología, se sugiere que forma parte de un clado con Cercomacra melanaria, C. ferdinandi y C. carbonaria, el llamado «grupo C. nigricans»; y esto está bien respaldado por amplios estudios genético-moleculares recientes.
Las poblaciones del noroeste de Colombia algunas veces fueron separadas en una subespecie atrata, pero no es distinguible de forma confiable de otras poblaciones, por lo tanto es monotípica.